# Сталінська округа
Ста́лінська окру́га (до 1924 року — Ю́зівська) — адміністративно-територіальна одиниця Української СРР в 1923–1930 роках. Адміністративний центр — місто Сталіне.

## Адміністративний поділ
За даними на 1 січня 1926 року ділилась на 12 районів: Авдіївський, Амвросіївський, Андріївський, Велико-Янисольський, Григоріївський, Макіївський, Мар'їнський, Павлівський, Селидівський, Стильський, Харцизький і Чистяківський.

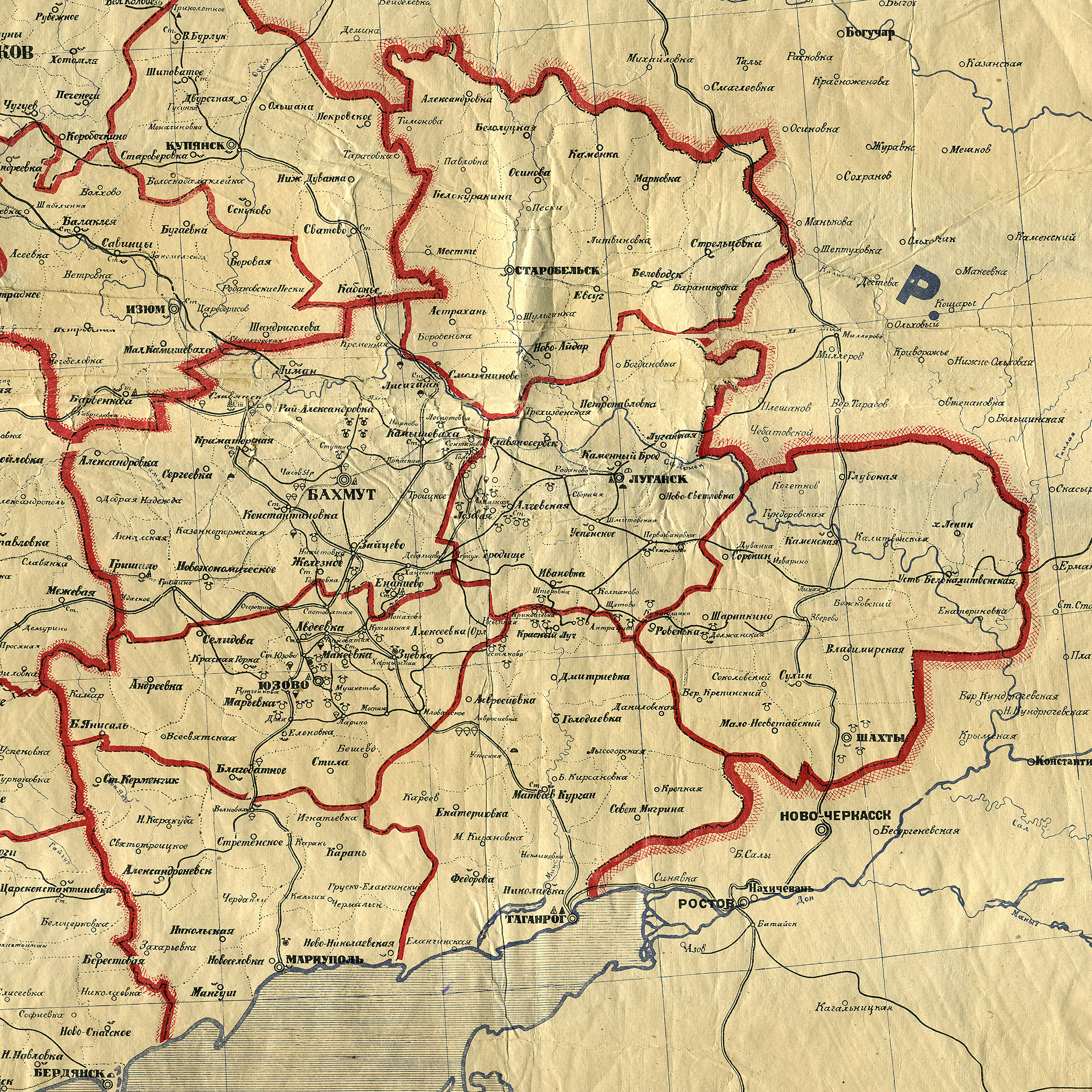
Карта Юзівської округи у складі Донецької губернії, 1923
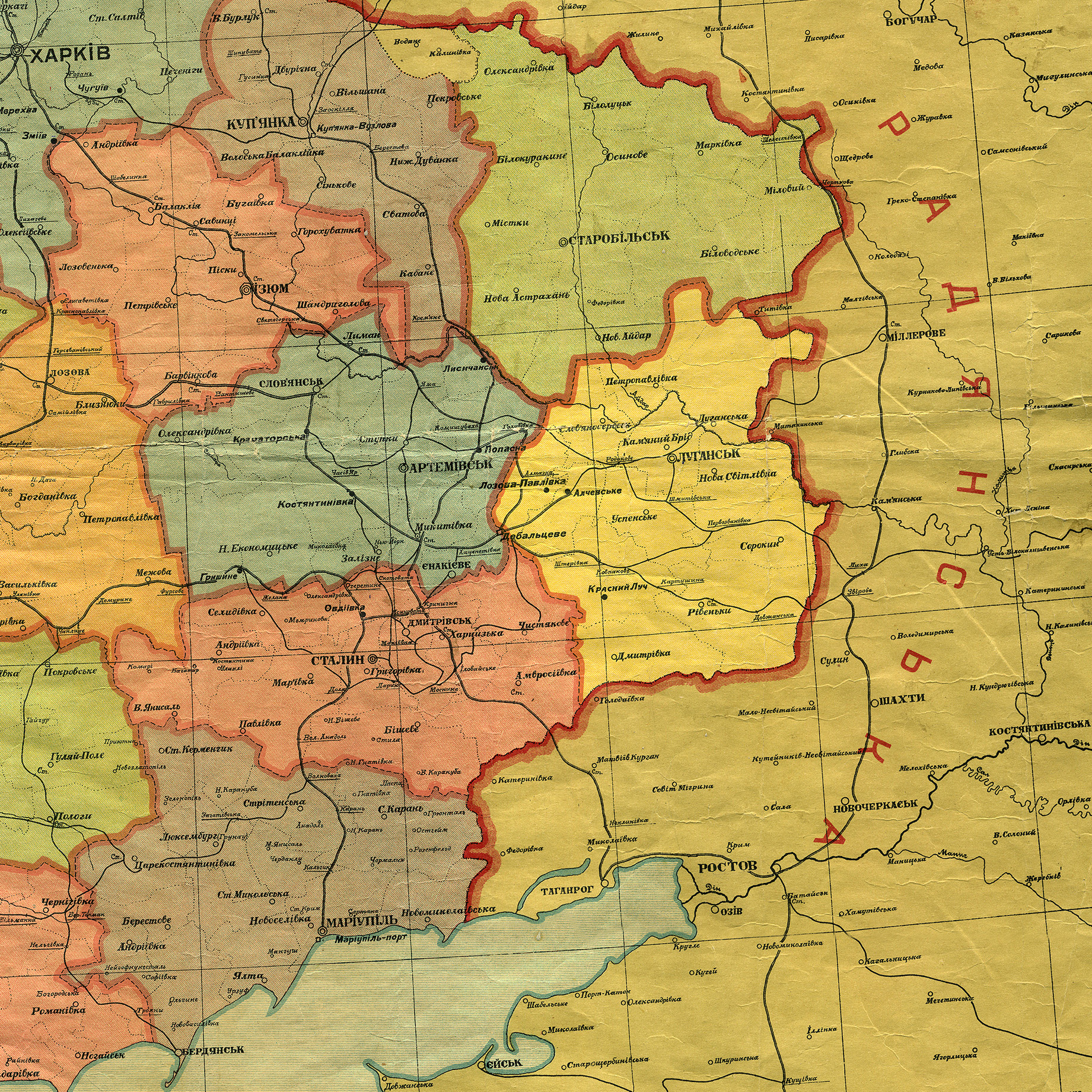
Карта Сталінської округи, адміністративні межі станом на 1 жовтня 1925
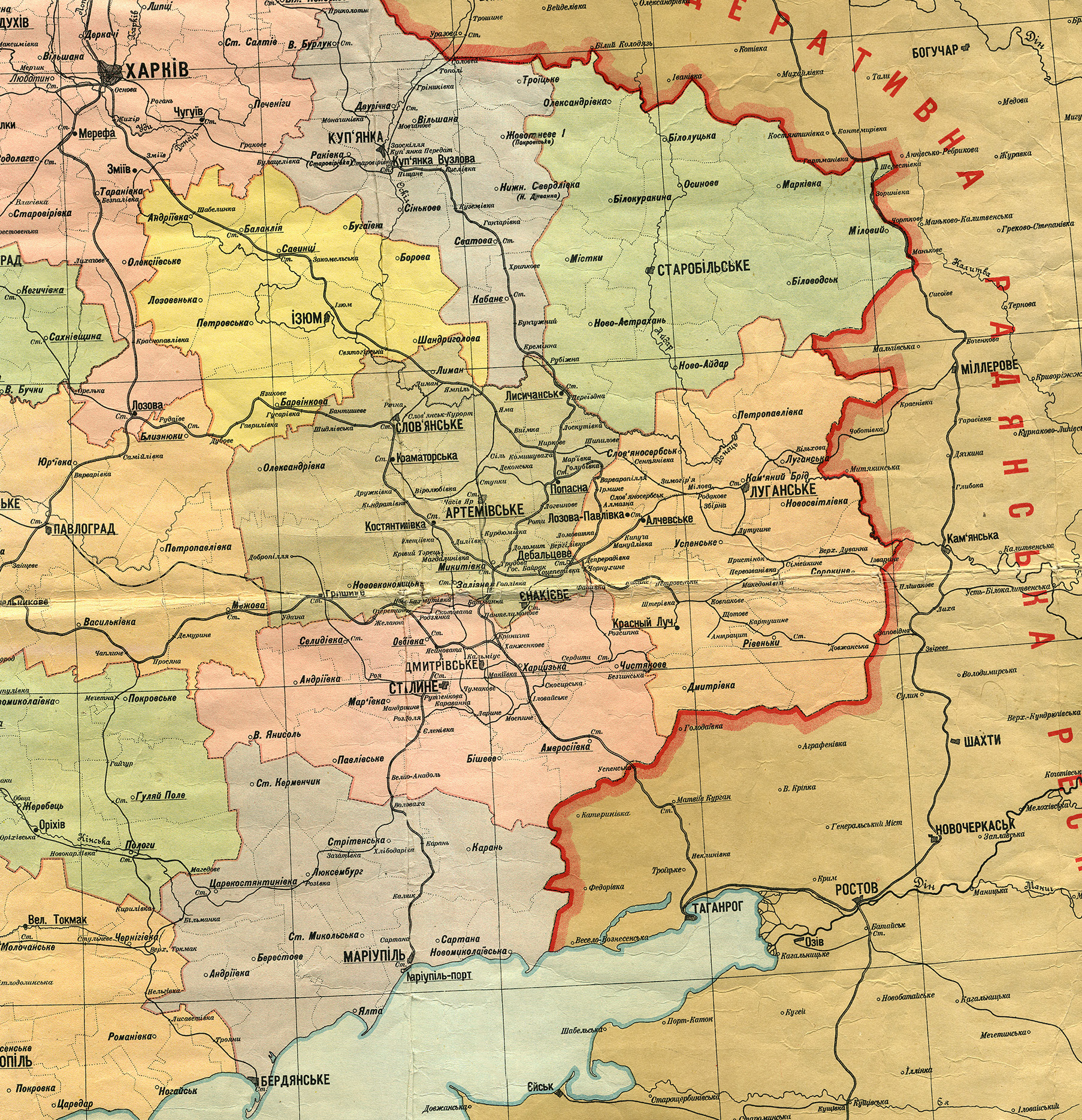
Карта Сталінської округи, адміністративні межі станом на 1 березня 1927 року

## Географія
По географічним розташуванням округа мала видовжену в широтному напрямку форму і межувала на півдні з Маріупольською, на півночі Артемівською, на північному заході з Луганською округою, на південному сході з Шахтинським округом РСФРР. Територія округи розташована на висоті 170-270 м над рівнем моря. Найбільш піднесена частина в центрі, біля станції Ясинівської, є вихідним пунктом для річок і балок. Річки Вовча, Кальміус, Мокрі Яли і Кашлагач — в межах округу незначні. Чорноземний ґрунт майже суцільно зайнятий ріллею: під лісом і сінокосом лиш невелика частина (ліс 2%, сінокіс — 2,3%). Надра округи багаті на корисні копалини, з яких найголовніші кам'яне вугілля і високоякісний каолін.

## Історія
Утворено 7 березня 1923 році в складі Донецької губернії під назвою Юзівська округа. В 1924 році округу перейменовано на Сталінську. У червні 1925 року поділ на губернії в Україні було скасовано й округа перейшла в пряме підпорядкування Українській СРР.
У 1925 року було завершено відновлення вугільної промисловості Сталінської округи; видобуток вугілля перевищив довоєнний рівень. До кінця відновлювального періоду в лад були введені всі старі шахти басейну, почалася реконструкция найбільших їх: ім. Ілліча в Кадіївському рудоуправлінні та ін. Розвернулося будівництво нових вугільних підприємств, на що в 1925/1926 господарському році виділено 78,8 млн крб.
Вугільна промисловість Донбасу механізовувалась. Врубові машини були встановлені на шахті № 12 Брянського рудника, у Сніжнянському, Вознесенському, Чистяківському рудоуправліннях.
Округу скасовано в липні 1930 року, як і більшість округ СРСР. Райони передано в пряме підпорядкування Української РСР.

## Окружні урядові установи
- Виконавчий комітет Юзівсько - Сталінської окружної Ради
- Юзівський - Сталінський окружний комітет КП (б) України
- Сталінська окружна контрольна комісія КП (б) України
- Сталінській окружний комітет незаможних селян

## Керівники округи

### Відповідальні секретарі окружного комітетуКП(б)У
- Завенягін Авраамій Павлович (.03.1923—.07.1923)
- Терехов Роман Якович, в. о. (.07.1923—1923)
- Завенягін Авраамій Павлович (1923—.09.1923)
- Мойсеєнко Костянтин Васильович (.01.1924—.09.1927)
- Строганов Василь Андрійович (1927—.08.1930)
- Щербаков П., в. о. (.08.1930)
- Верхових Василь Мефодійович (.08.1930—.09.1930)

### Голови окружного виконавчого комітету
- Шкадінов Микола Іванович (1923—1928),
- Зінцов Микола Іванович (в.о.) .07.1925
- Бойко Петро Дмитрович (1928—.08.1930)
- Чорноморченко Кіндрат Федотович (.08.1930—.09.1930)

## Населення

### Національний склад
За даними перепису 1926 року чисельність населення округи становила 654,1 тис. осіб. У тому числі українці — 53,3%; росіяни — 34,2%; греки — 5,1%; німці — 2,2%; євреї — 2,0%.
| Район              | Населення, осіб | Національний склад, % | Національний склад, % | Національний склад, % | Національний склад, % | Національний склад, % | Національний склад, % | Національний склад, % | Національний склад, % |
| Район              | Населення, осіб | українці              | росіяни               | греки                 | німці                 | євреї                 | білоруси              | татари                | поляки                |
| ------------------ | --------------- | --------------------- | --------------------- | --------------------- | --------------------- | --------------------- | --------------------- | --------------------- | --------------------- |
| м. Сталіне         | 105 242         | 26,2                  | 56,6                  | 0,7                   | 0,4                   | 10,8                  | 1,3                   | 1,4                   | 1,3                   |
| м. Дмитріївськ     | 51 207          | 28,7                  | 64,3                  | 0,2                   | 0,6                   | 0,6                   | 1,9                   | 1,8                   | 0,5                   |
| Авдіївський        | 38 266          | 59,9                  | 38,1                  |                       | 0,2                   | 0,3                   | 0,6                   | 0,2                   | 0,3                   |
| Амвросіївський     | 46 057          | 81,4                  | 14,2                  | 0,1                   | 3,3                   | 0,1                   | 0,1                   | 0,1                   | 0,1                   |
| Андріївський       | 26 736          | 61,7                  | 1,9                   | 35,6                  | 0,1                   | 0,3                   |                       | 0,1                   |                       |
| Великоянісольський | 22 320          | 47,7                  | 1,5                   | 43,3                  | 6,6                   | 0,5                   |                       |                       |                       |
| Макіївський        | 97 848          | 42,4                  | 50,0                  | 0,3                   | 1,2                   | 0,2                   | 2,2                   | 2,0                   | 0,5                   |
| Маринський         | 65 208          | 52,6                  | 42,2                  | 0,6                   | 0,5                   | 0,4                   | 1,6                   | 0,8                   | 0,5                   |
| Павловський        | 44 023          | 96,2                  | 2,6                   | 0,1                   | 0,3                   | 0,3                   |                       | 0,2                   |                       |
| Селідовський       | 27 083          | 79,8                  | 5,0                   | 0,2                   | 13,9                  | 0,4                   | 0,1                   | 0,2                   | 0,1                   |
| Старобешевський    | 51 794          | 52,3                  | 17,3                  | 24,2                  | 4,8                   | 0,3                   | 0,1                   | 0,1                   | 0,5                   |
| Харцизький         | 31 212          | 65,4                  | 27,8                  | 0,2                   | 4,3                   | 0,1                   | 0,5                   | 0,3                   | 0,2                   |
| Чистяковський      | 47 066          | 66,7                  | 27,1                  | 0,1                   | 2,8                   | 0,2                   | 0,6                   | 1,5                   | 0,3                   |
| Сталінська округа  | 654 062         | 53,3                  | 34,2                  | 5,1                   | 2,2                   | 2,0                   | 1,0                   | 0,9                   | 0,5                   |

### Мовний склад
Рідна мова населення Сталінської округи за переписом 1926 року
| Район              | Населення, осіб | Рідна мова, % | Рідна мова, % | Рідна мова, % |
| Район              | Населення, осіб | українська    | російська     | інша          |
| ------------------ | --------------- | ------------- | ------------- | ------------- |
| м. Сталіне         | 105 242         | 11,1          | 80,8          | 8,1           |
| м. Дмитріївськ     | 51 207          | 10,4          | 84,6          | 5,0           |
| Авдіївський        | 38 266          | 51,9          | 47,0          | 1,1           |
| Амвросіївський     | 46 057          | 71,1          | 23,9          | 5,0           |
| Андріївський       | 26 736          | 61,4          | 6,3           | 32,3          |
| Великоянісольський | 22 320          | 46,5          | 7,1           | 46,4          |
| Макіївський        | 97 848          | 32,2          | 62,2          | 5,6           |
| Маринський         | 65 208          | 42,3          | 54,6          | 3,1           |
| Павловський        | 44 023          | 89,0          | 9,4           | 1,7           |
| Селідовський       | 27 083          | 77,9          | 6,8           | 15,3          |
| Старобешевський    | 51 794          | 49,0          | 20,9          | 30,1          |
| Харцизький         | 31 212          | 55,9          | 37,8          | 6,3           |
| Чистяковський      | 47 066          | 57,8          | 36,4          | 5,8           |
| Сталінська округа  | 654 062         | 43,7          | 46,3          | 10,0          |

## Економіка

### Сільське господарство
Найбільш забезпечені землею були Амвросіївський Великоновосілківський і Стильська райони 17-19 гектар на двір, менш за все Авдіївський Сталінський район 9-10 гектар на двір. Склад посівної площі виглядав так: товарні посухостійкі сорти (пшениця) 41%, соняшник 10%, в середині 20-х років зросли посіви кукурудзи. 
Продукти рільництва повністю покривали внутрішньо-врожайні потреби округи і давали надлишки для вивозу, але грабіжницька політика більшовиків приводила до того що в окрузі до середини 20-х був пермонентний голод. У тваринництві менш розвиненими було конярство і свинарство.

### Транспорт
Див. також: Донецька залізниця
Довжина залізничних колій в окрузі була 640 кілометрів обслуговуються 62 станціями. Найголовніші станції з вантажообігом 10 тисяч тон на рік: Авдіївка, Амвросіївка, Бельгійський, Велико-Анадоль, Голосна, Дронове, Красногорівка, Кринична, Кутейникове, Ларине, Макіївка, Мандрикіне, Менчугове, Моспине, Мушкетово, Пост 6-й км, Рутченково, сердита Софіїне-Бродська, Сталін, Ханженкове, Чистяково, Чумаково, Щегловка, Ясинувата.
У вантажообігу переважав вивіз над ввезенням, головним чином вивозили вугілля.

## Культура
Від створення і до ліквідації Юзівка була культурним та освітнім центром округи. 
У Юзівці знаходилися такі навчальні заклади: 
- Донецький гірничий технікум ім. товариша Артема
- Вечірній металургійний технікум
- Індустріальний робочий факультет
- Індустріально-технічна профшкола (Макіївка)
- Сільськогосподарська профшкола (Андріївський район)
- Сільськогосподарська профшкола (Павлинський район)
- Сільськогосподарська профшкола (Старобешеве)
- Музей

У Юзівці також знаходилося окружні центри різних громадських організацій серед них: Осоавиахим,  ВУСМР, Товариство "Геть неписьменність", Товариства сприяння жертвам інтервенції.
У Юзівці перебували видавництва: Диктатура праці, Робочий Пропагандист, Госиздат УРСР з відділами Книгоспілка, Комуніст, Пролетар, Український робітник.
Журнали російською:
- Бюлетень Сталінського Окрдержплану
- Бюлетень Сталінського райсоюза
- Профілактична хроніка Сталінського округа
- Супутник партійного працівника

Газети російською:
- Диктатура праці
- Домна (Макіївка)
- Червоний Кооператор (Макіївка)
- Молодий Шахтар